# Shenik
Shenik es una localidad del raión de Baghramyan, en la provincia de Armavir, Armenia, con una población censada en octubre de 2011 de 975 habitantes. 
Se encuentra ubicada al oeste de la provincia, cerca del río Aras —el principal afluente del río Kurá— y de la frontera con la provincia de Aragatsotn y con Turquía.